# Specjalny raport dotyczący globalnego ocieplenia o 1,5 °C
Specjalny raport dotyczący globalnego ocieplenia o 1,5 °C (w skrócie SR15) – raport opublikowany 8 października 2018 roku przez Międzyrządowy Zespół ds. Zmian Klimatu (IPCC). Zatwierdzony w Inczon w Korei Południowej raport zawiera ponad 6000 odniesień do źródeł naukowych i został sporządzony przez 91 autorów z 40 państw na wniosek Konferencji Narodów Zjednoczonych w sprawie zmiany klimatu z grudnia 2015 roku. Raport został ogłoszony podczas 48. sesji IPCC w celu „przedstawienia wiarygodnych, opartych na badaniach naukowych, wytycznych dla organów rządowych” w zakresie przeciwdziałania zmianie klimatu.
Kluczowym wnioskiem zawartym w raporcie jest stwierdzenie, że uzyskanie limitu wzrostu temperatury na poziomie 1,5 °C jest możliwe, ale że będzie ono wymagało „głębokich redukcji emisji” oraz „szybkich, daleko idących oraz bezprecedensowych zmian we wszystkich aspektach życia społecznego”. Ponadto raport głosi, że „ograniczenie globalnego ocieplenia do 1,5 °C w porównaniu z 2 °C zmniejszy negatywny wpływ wywierany przez ocieplenie na ekosystemy oraz ludzkie zdrowie i dobrobyt”, natomiast wzrost średniej temperatury o 2 °C będzie powodował między innymi nasilanie się takich zjawisk jak częste występowanie ekstremów pogodowych, wzrost poziomu mórz, zanik lodu w Arktyce, blaknięcie raf koralowych czy utrata ekosystemów.
Raport zawiera również model wykazujący, że w celu ograniczenia globalnego ocieplenia do 1,5 °C „globalne emisje dwutlenku węgla (CO2) netto spowodowane działalnością człowieka należy zredukować o około 45 procent względem poziomu z 2010 roku nie później niż do roku 2030 oraz osiągnąć zerowe emisje netto do roku 2050”. Przyjęte w raporcie założenie o konieczności redukcji emisji przed rokiem 2030 i wprowadzenia związanych z nią zmian czy podjęcia istotnych wyzwań, takich jak nagła dekarbonizacja, odbiło się głośnym echem w światowych doniesieniach medialnych na temat raportu.

## Główne założenia
Szacuje się, że globalne ocieplenie wzrośnie do 1,5 °C ponad poziom przedindustrialny między 2030 a 2052 rokiem, jeśli będzie ono postępować w obecnym tempie. SR15 zawiera zestawienie dostępnych wyników badań dotyczących wpływu ocieplenia o 1,5 °C na stan planety oraz kroków, jakie należałoby podjąć w celu ograniczenia globalnego ocieplenia.
Nawet przy założeniu, że zostaną zrealizowane warunkowe i bezwarunkowe Planowane Wkłady Zamierzone przez Kraje ustalone w ramach porozumienia paryskiego, emisje netto będą wzrastać względem poziomu z 2010 roku, osiągając poziom 3 °C przed rokiem 2100 i w dalszym ciągu rosnąć. Ograniczenie ocieplenia do poziomu poniżej 1,5 °C lub zbliżonego wymagałoby natomiast redukcji emisji netto o ok. 45% przed rokiem 2030 oraz osiągnięcia zerowej emisji netto przed rokiem 2050 (tj. ograniczenia całkowitych skumulowanych emisji w ramach budżetu węglowego). Nawet w przypadku scenariusza, w którym globalne ocieplenie miałoby zostać ograniczone do poziomu poniżej 2 °C, emisje dwutlenku węgla należałoby zredukować o 25% do roku 2030 i zahamować całkowicie do roku 2075.

Ścieżki (tj. scenariusze i modele dotyczące możliwości ograniczenia emisji) prowadzące do osiągnięcia zakładanych redukcji przed rokiem 2050 wskazują na konieczność gwałtownego przejścia do produkcji energii elektrycznej przy pomocy niskoemisyjnych metod oraz rosnącego wykorzystania takiej energii w miejsce innych dotychczas stosowanych paliw w takich sektorach, jak transport. Ścieżki te zakładają, że średni udział odnawialnych źródeł w produkcji energii pierwotnej powinien wzrosnąć do 60% przy jednoczesnym spadku udziału paliw węglowych do 5% i ropy naftowej do 13%. Większość ścieżek zakłada również zwiększenie roli energii jądrowej oraz procesów sekwestracji dwutlenku węgla, a także ograniczenie wykorzystania gazu ziemnego. Kolejnym założeniem jest konieczność jednoczesnego zastosowania innego rodzaju środków zaradczych. Środki takie obejmują np. zredukowanie emisji innych substancji (takich jak metan, czarny węgiel czy podtlenek azotu) czy utrzymanie stałego zapotrzebowania na energię, jego zmniejszenie nawet o 30% bądź zbilansowanie poprzez wykorzystanie na bezprecedensową skalę nierozwiniętych jeszcze metod usuwania dwutlenku węgla. Środki te zakładają również wdrażanie nowych regulacji i wyników badań naukowych w celu zwiększenia wydajności rolnictwa i przemysłu.
Ścieżki wiodące do zatrzymania globalnego ocieplenia na poziomie równym lub tylko nieznacznie wyższym niż 1,5 °C będą wymagały nagłych i daleko idących zmian w systemach energetycznych, przestrzennych, urbanistyczno-infrastrukturalnych (wliczając transport i budynki) oraz przemysłowych. Zmiany dotyczące tych systemów są bez precedensu w kontekście ich skali, choć niekoniecznie w kontekście ich tempa, zakładając głębokie redukcje emisji we wszystkich sektorach, szeroki zakres możliwości zminimalizowania emisji oraz znaczące zwiększenie inwestycji w tego typu możliwości.

 - IPCC, Podsumowanie SR15 dla decydentów, str. 17 

### Wpływ ocieplenia o 1,5 °C lub 2 °C
Według raportu globalne ocieplenie o 1,5 °C będzie powodować zwiększone zagrożenie dla „zdrowia, środków utrzymania, zapasów żywności i wody pitnej, bezpieczeństwa ludzkiego i wzrostu gospodarczego”. Wśród przewidywanych skutków wymienia się także spadek plonów i pogorszenie się wartości odżywczej produktów żywnościowych. Ocieplenie klimatu będzie również negatywnie oddziaływać na zwierzęta hodowlane w związku ze „zmianami w jakości paszy, rozprzestrzenianiem się chorób i mniejszą dostępnością wody”. Ponadto przewiduje się „zwiększone ryzyko zachorowania na choroby wektorowe, takie jak malaria czy denga”. Mimo to „ograniczenie globalnego ocieplenia na poziomie 1,5 °C może uchronić przed skutkami zagrożeń klimatycznych lub kryzysem ekonomicznym nawet kilkaset milionów ludzi, co nie byłoby możliwe w przypadku ocieplenia sięgającego 2 °C przed rokiem 2050”.
Obecność zagrożeń klimatycznych bezpośrednio związanych z globalnym wzrostem temperatur jest zależna od położenia geograficznego, „poziomu rozwoju gospodarczego i narażenia na niebezpieczeństwo” oraz tempa i zakresu działań mających na celu ograniczenie zmiany klimatu i adaptację do niej. Na przykład, „miejskie wyspy ciepła wzmacniają skutki fal upałów na terenach miejskich”. Raport zasadniczo przewiduje, że „kraje położone na obszarach tropikalnych oraz w rejonach subtropikalnych półkuli południowej zostaną najbardziej dotknięte gospodarczo” w wyniku zmiany klimatycznej.

#### Pogoda, poziom mórz i lód
W niektórych regionach lub o niektórych porach roku wzrost temperatur jest wyższy niż średnia roczna w skali globalnej, np. „2-3 razy wyższy w Arktyce”. Ponadto „ocieplenie jest przeważnie mocniejsze nad lądem niż nad oceanem” i powiązane jest z występowaniem ekstremalnych zjawisk w odniesieniu do temperatur (które, jak przewiduje raport, osiągną na lądzie dwukrotnie wyższą wartość niż średnia temperatura powierzchni Ziemi) oraz opadów (dotyczy to zarówno gwałtownych opadów jak i okresów suszy). Poziomy ryzyka szacowane przez raport są zasadniczo poważniejsze niż te opisane w poprzednim raporcie IPCC.
Raport przewiduje również wzrost średniego poziomu mórz (w porównaniu do okresu od 1986 do 2005 roku) o 0,26 do 0,77 m przed rokiem 2100 w przypadku ocieplenia o 1,5 °C i o dodatkowe 0,1 m w przypadku ocieplenia o 2 °C, gdzie wzrost o każde 0,1 m może narazić na niebezpieczeństwo kolejne dziesięć milionów ludzi. Według raportu „poziom mórz będzie wzrastał po roku 2100 nawet jeśli globalne ocieplenie zostanie ograniczone do 1,5 °C”. Ponadto globalne ocieplenie o 1,5 do 2 °C może doprowadzić do nieodwracalnego procesu destabilizacji pokrywy lodowej na Antarktydzie i Grenlandii, „powodując wielometrowy wzrost poziomu mórz”. Raport głosi także, że „przewidywane są występujące raz na sto lat bezlodowe sezony letnie w Arktyce” przy ociepleniu o 1,5 °C (raz na dekadę przy 2 °C). Niemniej raport przewiduje, że ograniczenie globalnego ocieplenia do 1,5 °C zatrzyma długotrwały proces topnienia wiecznej zmarzliny na obszarze od 1,5 do 2,5 miliona km²; przy ociepleniu o 2 °C byłoby to niemożliwe.

#### Ekosystemy
Jeden z przytaczanych przez raport modeli dotyczących rybołówstwa szacuje, że globalne ocieplenie o 1,5 lub 2 °C spowoduje „spadek globalnej rocznej wielkości połowów na łowiskach morskich o odpowiednio 1,5 lub 3 miliony ton”. Raport przewiduje, że obszar raf koralowych zmniejszy się o kolejne 70-90% przy ociepleniu o 1,5 °C lub nawet o ponad 99% przy ociepleniu o 2 °C. „Na 105,000 zbadanych gatunków, przewiduje się, że klimatycznie uwarunkowany obszar występowania 18% owadów, 16% roślin i 8% kręgowców zmniejszy się o ponad połowę w przypadku ocieplenia o 2 °C”.
Ponadto raport głosi, że ocieplenie o 1 °C lub 2 °C spowoduje, że na obszarze odpowiednio „4% lub 13% ziemskich lądów dojdzie do przeobrażeń ekosystemów”. „Szczególnie położone w wysokich szerokościach geograficznych obszary pokryte roślinnością tundrową i lasami borealnymi są zagrożone wywołaną przez zmianę klimatu degradacją i zatraceniem charakteru naturalnego - już obecnie można zaobserwować proces pojawiania się w strefie tundry roślin drzewiastych, który to proces będzie przyspieszał wraz z dalszym ocieplaniem się klimatu”.

### Ograniczenie wzrostu temperatur
Aktywność człowieka (patrz: antropogeniczne źródła emisji gazów cieplarnianych) przyczyniła się dotąd do wzrostu średnich temperatur o 0,8 - 1,2 °C. Niemniej jest to mało prawdopodobne, że dotychczas wyemitowane gazy doprowadzą do globalnego ocieplenia sięgającego 1,5 °C ponad poziom przedindustrialny - oznacza to, że możliwe jest uniknięcie takiego wzrostu temperatur, zakładając, że wkrótce osiągnięty zostanie cel zerowych emisji.

#### Budżet węglowy
Zatrzymanie globalnego ocieplenia na poziomie maksymalnie 1,5 °C wymaga ograniczenia emisji w ramach całkowitego budżetu węglowego, tj. ograniczenia całkowitych skumulowanych emisji dwutlenku węgla. Innymi słowy, jeśli cel zerowych antropogenicznych emisji dwutlenku węgla netto nie zostanie osiągnięty, ostatecznie dojdzie do globalnego ocieplenia o 1,5 °C lub więcej.
Raport nie podaje szacunkowej wartości całkowitych antropogenicznych emisji dwutlenku węgla netto od czasów przedindustrialnych. Jako 400–800 GtCO2 (gigaton dwutlenku węgla) szacuje on natomiast wartość pozostałego budżetu węglowego (580 GtCO2 i 420 GtCO2 to budżet dający odpowiednio 50% i 66% szans na ograniczenie ocieplenia do 1,5 °C w odniesieniu do średniej temperatury powietrza przy powierzchni Ziemi (GSAT); natomiast 770 i 570 GtCO2 według raportu daje odpowiednio 50% i 66% szans w odniesieniu do średniej temperatury powierzchni Ziemi (GMST)). Jest to ok. 300 GtCO2 więcej niż szacował poprzedni raport IPCC; różnica ta wynika z aktualizacji wiedzy i udoskonalenia metod badawczych.
W okresie powstawania raportu emisje powodowały uszczuplanie budżetu węglowego o 42±3 GtCO2 rocznie. Raport głosi również, że od okresu przedindustrialnego do roku 2017, w rezultacie antropogenicznych emisji, budżet pozwalający na zatrzymanie ocieplenia na poziomie maksymalnie 1,5 °C został ograniczony o ok. 2200±320 GtCO2.
Szacunkowe wartości budżetu obarczone są znaczną niepewnością ze względu na czynniki takie jak odpowiedź klimatu na emisje dwutlenku węgla i innych gazów (odpowiadające za niepewność rzędu ±400 GtCO2), poziom ocieplenia w przeszłości (±250 GtCO2), potencjalne uwalnianie węgla wynikające z rozmarzania wiecznej zmarzliny oraz uwalnianie metanu z terenów podmokłych (ograniczające budżet o wartości sięgające nawet 100 GtCO2 w ciągu wieku) czy poziom przyszłych redukcji emisji gazów cieplarnianych innych niż dwutlenek węgla (±400 GtCO2).

#### Wymagane ograniczenia emisji
Obecne zamierzone przez kraje plany ograniczenia emisji gazów cieplarnianych, ustalone w ramach porozumienia paryskiego, mogą doprowadzić do redukcji rzędu 52–58 GtCO2e rocznie przed rokiem 2030. Niemniej, jak głosi raport, „ścieżki uwzględniające plany redukcji emisji nie doprowadzą do zatrzymania globalnego ocieplenia na poziomie 1,5 °C, nawet jeśli po roku 2030 znacznie zwiększy się ich skalę i poziom ambicji”. W rzeczywistości ścieżki te „są w dużej mierze zbieżne” z tańszymi scenariuszami, skutkującymi ociepleniem o 3 °C przed rokiem 2100 i dalszym wzrostem średnich temperatur.
Zdecydowana większość opisywanych przez raport ścieżek (wszystkie oprócz jednej) przewiduje, że faktyczne ograniczenie globalnego ocieplenia do 1,5 °C bądź tylko nieznacznie wyższego poziomu wymagałoby osiągnięcia przed rokiem 2030 sytuacji, gdzie roczne emisje nie przekraczałyby 35 GtCO2e; połowa z tych ścieżek zakłada zaś, że emisje powinny zostać zredukowane do poziomu maksymalnie 25-30 GtCO2e rocznie - byłaby to redukcja o 40-50% w porównaniu do roku 2010.
Raport głosi więc, że aby zatrzymać globalne ocieplenie na poziomie niższym niż 1,5 °C, „globalne emisje CO2 netto spowodowane działalnością człowieka musiałyby przed rokiem 2030 zostać zredukowane o ok. 45% w porównaniu do roku 2010, a przed rokiem 2050 należałoby osiągnąć poziom zerowych emisji netto”. Nawet zatrzymanie ocieplenia poniżej 2 °C będzie wymagało redukcji emisji o 25% przed rokiem 2030 i o 100% przed rokiem 2070.
Raport głosi więc, że aby zatrzymać globalne ocieplenie na poziomie niższym niż 1,5 °C, „globalne emisje CO2 netto spowodowane działalnością człowieka musiałyby przed rokiem 2030 zostać zredukowane o ok. 45% w porównaniu do roku 2010, a przed rokiem 2050 należałoby osiągnąć poziom zerowych emisji netto”. Nawet zatrzymanie ocieplenia poniżej 2 °C będzie wymagało redukcji emisji o 25% przed rokiem 2030 i o 100% przed rokiem 2070.
Emisje innych niż dwutlenek węgla gazów powinny zostać ograniczone w podobny sposób. Wiąże się to z potrzebą głębokich redukcji emisji metanu oraz czarnego węgla: w przypadku obu tych substancji, aby zatrzymać ocieplenie na poziomie ok. 1,5 °C, powinny być to redukcje o przynajmniej 35% względem wartości z roku 2010, osiągnięte przed rokiem 2050. Do urzeczywistnienia tego celu mogłyby się przyczynić odpowiednie środki podjęte przez sektor energetyczny oraz ograniczenie emisji podtlenku azotu i metanu w rolnictwie, emisji metanu w sektorze gospodarki odpadami, a także redukcja emisji czarnego węgla i hydrofluorowęglowodanów pochodzących z innych źródeł.
Natomiast w perspektywie dłuższej niż dziesięciolecia konieczne może być podtrzymanie ujemnych emisji CO2 netto i/lub dalsze ograniczenie wymuszania radiacyjnego niezwiązanego z CO2 (*) w celu zapobiegnięcia dalszemu ociepleniu (wywołanemu przez sprzężenia zwrotne w systemie klimatycznym), odwrócenie procesu zakwaszania wód oraz zminimalizowanie wzrostu poziomu mórz.
(*) Przez emisje gazów innych niż dwutlenek węgla, do których odwołuje się Raport, rozumie się wszystkie antropogeniczne emisje gazów innych niż dwutlenek węgla, które powodują wymuszanie radiacyjne. Są to nietrwałe czynniki powodujące zmianę klimatu, takie jak metan, niektóre gazy fluorowane, prekursory ozonu, aerozole lub prekursory aerozoli, takie jak odpowiednio czarny węgiel lub dwutlenek siarki, a także długowieczne gazy cieplarniane, takie jak podtlenek azotu czy niektóre gazy fluorowane. Wymuszanie radiacyjne związane z emisjami gazów innych niż dwutlenek węgla oraz zmianami w albedo powierzchni Ziemi określa się jako wymuszanie radiacyjne niezwiązane z CO2.